# محوطه سماوات (۱)
محوطه سماوات (۱) در شهرستان گیلانغرب، بخش مرکزی، دهستان چله، شمال غربی و چسبیده به روستای سماوات واقع شده و این اثر در تاریخ ۲۷ اسفند ۱۳۸۶ با شمارهٔ ثبت ۲۲۳۷۷ به‌عنوان یکی از آثار ملی ایران به ثبت رسیده است.